# Gambusia hispaniolae
Gambusia hispaniolae är en fiskart som beskrevs av Fink, 1971. Gambusia hispaniolae ingår i släktet Gambusia och familjen Poeciliidae. Inga underarter finns listade i Catalogue of Life.